# Andreas Bechmann
Andreas Bechmann (28 de septiembre de 1999) es un deportista de Alemania que compite en atletismo. Ganó una medalla de oro en el Campeonato Europeo de Atletismo Sub-23 de 2021, en la prueba de decatlón.